# Aeroporto di Bordeaux Mérignac
L'aeroporto di Bordeaux Mérignac (IATA: BOD, ICAO: LFBD) è un aeroporto francese situato vicino alla città di Bordeaux, nel dipartimento della Gironda, è l'ottavo aeroporto francese per traffico passeggeri.